# 尼古拉·伊万诺维奇·博戈柳博夫
尼古拉·伊万诺维奇·博戈柳博夫（俄語：Николай Иванович Боголюбов，1899年—1980年），苏联舞台剧、电影和配音演员。俄罗斯苏维埃联邦社会主义共和国人民艺术家。

## 生平
1899年生于梁赞省伊万诺沃村。1920年应征加入工农红军，业余为战士们表演舞台剧。1922年搬至莫斯科，成为专业演员。1938年至1958年，一直在莫斯科艺术剧院工作，参加演出。
1930年代末在电影《伟大的公民》中饰演主角沙霍夫，一举成名。之后主要饰演伏罗希洛夫元帅的形象。六次获得斯大林奖。1945年获得人民艺术家称号。1950年加入苏联共产党。
1980年去世。葬于莫斯科孔策沃公墓。

## 主要参演
| 年份       | 电影                    | 饰演              |
| ---------- | ----------------------- | ----------------- |
| 1933       | 《边区》                | 尼古拉            |
| 1936       | 《七勇士》              | 伊利亚·列特尼科夫 |
| 1937－1939 | 《伟大的公民》          | 沙霍夫            |
| 1939       | 《列寧在1918》          | 伏罗希洛夫        |
| 1942       | 《保卫察里津》          | 伏罗希洛夫        |
| 1942       | 《亚历山大·帕尔霍缅科》 | 伏罗希洛夫        |
| 1943       | 《大草原上的游击队》    |                   |
| 1943       | 《她在保卫祖国》        | 巴莎的丈夫        |
| 1944       | 《莫斯科天空的雄鹰》    | 巴拉索夫中校      |
| 1949       | 《攻克柏林》            | 赫梅利尼茨基      |
| 1950       | 《茹科夫斯基》          | 莫扎伊斯基        |
| 1970       | 《解放》                | 伏罗希洛夫        |